# ليسوم صغير الزهر
ليسوم صغير الزهر (الاسم العلمي: Illicium micranthum) هو نوع نباتي يتبع جنس الليسوم من فصيلة الشزندرية.